# Війна за іспанську спадщину
Війна́ за іспа́нську спа́дщину  — війна 1701—1714 років між Великою Британією, Австрією, Нідерландами, Португалією і Данією проти Франції, Іспанії і Баварії. Конфлікт розпочався в 1701 році після смерті іспанського імператора Карла ІІ, який заповів трон Філіпу Анжуйському — внукові французького короля Людовика XIV. Це викликало незадоволення імператора Священної Римської імперії Леопольда І, який спробував захистити свої права на володіння іспанських Габсбургів. Таким чином, на початках це був конфлікт винятково Франції та Священної Римської імперії. Проте ситуація кардинально змінилась, коли Людовик XIV почав активно розширювати свої володіння, стаючи на перешкоді реалізації інтересів Англії та Республіки Об'єднаних провінцій Нідерландів. Тож, Англія, Республіка Об'єднаних провінцій та ще ряд європейських держав об'єднуються в антифранцузький блок, метою якого було не допустити посилення Франції. Війна охопила не лише терени Європи, а й Північної Америки, де дістала назву «Війни королеви Анни», де англійська корона намагалась витіснити французів та іспанців з їхніх колоніальних володінь.
Війна тривала понад десятиліття, в ній проявились таланти таких відомих полководців, як герцог де Віллар та герцог Бервік (Франція), герцог Мальборо (Англія) і принц Євгеній Савойський (Австрія). Війна завершилась підписанням Утрехтського (1713) та Раштадського (1714) мирних договорів. В результаті Філіп отримав право успадкувати іспанський престол під іменем Філіпа V, проте втратив право спадкувати французький престол, що розірвало династичний союз корон Франції та Іспанії. Австрійці отримали більшість іспанських володінь в Італії та Нідерландах, проте Іспанія зберегла за собою свої заморські володіння. В результаті гегемонії Франції в Європі було покладено кінець, а ідея балансу сил, що знайшла відображення в Утрехтському договорі, стала частиною міжнародного порядку.

## Передумови
Карл ІІ успадкував своєму батькові Філіппу IV в 1665 році у чотирирічному віці. Протягом свого життя він переживав довгі періоди проблем зі здоров'ям, через що його смерть очікували практично від самого його народження і питання хто буде його спадкоємцем становило предмет дипломатичних дебатів протягом десятиліть. Головними суперниками були французький король Людовік XIV і імператор Леопольд I. В 1670 р Карл II Англійський в секретному Дуврському договорі погодився підтримати права Людовіка XIV, а в 1689 році Аугсбурзька ліга, в складі якої Англія і Республіка Об’єднаних провінцій Нідерландів взяли на себе зобов'язання підтримувати Леопольда I.
Карл ІІ Іспанський був фізично хворим, а інших представників династія Габсбургів по чоловічій лінії не мала, питання про спадкування величезної Іспанської імперії було предметом постійного обговорення.
На іспанську спадщину претендували дві династії — французькі Бурбони та австрійські Габсбурги, що були тісно пов'язані з іспанським імператорським двором родинними зв'язками.
В 1700 році Іспанська імперія мала володіння в Італії, Іспанських Нідерландах, Філіппінах, і обох Америках, і була хоч і не домінуючою великою державою, але утримувала їх. Оскільки іспанці відмовлялись розділити їх імперію, а зайняття трону чи австрійськими Габсбургами чи французькими Бурбонами порушило б баланс сил, то питання його успадкування призвело до війни, що охопила більшу частину Європи. Велика Північна війна 1700—1721 років також часто розглядається як поєднаний конфлікт, оскільки впливала на залучення до війни таких держав як Швеція, Саксонія, Данія-Норвегія і Московія
Найлегітимнішим з точки зору іспанців претендентом на престол був син Людовіка XIV Людовік Великий Дофін, що був його єдиним законнонародженим сином від Марії Терезії Іспанської, яка була старшою сестрою Карла ІІ. Крім того, Людовік XIV був двоюрідним братом Карла II, бо його матір'ю була Анна Австрійська, сестра іспанського короля Філіпа IV. Проте й тут виявилась невелика проблема: що Анна Австрійська, що Марія Терезія відмовилися від власних прав на престол після одруження, хоча в другому випадку відмова не набула чинності, бо її умовою була виплата Іспанією Франції приданого інфанти, чого французи так і не дочекались. Отож, дофін Людовік мав вагомі права претендувати на іспанський престол.
Другим претендентом на іспанський престол був Леопольд І — імператор Священної Римської імперії, що належав до австрійської гілки Габсбургів.
1698 року був укладений Гаазький договір, за яким наступником престолу Іспанії став Йосиф Фердинанд Баварський — син дочки імператора Леопольда I Марії Антонії, яка була дочкою водночас Маргарити Терези Іспанської — сестри Карла II. Проте в лютому 1699 року Йосиф Фердинанд помер від віспи. Почалися нові переговори, внаслідок яких було укладено Лондонський договір, за яким наступником іспанського престолу став ерцгерцог Карл, син Леопольда I. Обидва договори підписали Нідерланди, Франція та Англія. Також обидва документи передбачали поділ володінь Іспанії в Італії між Францією та Австрією.
1703 року був підписаний Взаємний пакт про престолонаслідування — угода щодо престолонаслідування (спадкоємства трону) ерцкнязями Йосифом І та Карлом Австрійським.

## Прелюдія до війни
На відміну від корон Франції та Австрії, іспанську корону можна було успадковувати по жіночій лінії. Це дозволило сестрам Карла — Марії Терезії Іспанській (1638—1683) та Маргариті Терезії (1651—1673) — передати свої права дітям від шлюбів з королем Людовіком XIV та імператором Леопольдом. Людовік намагався уникнути конфлікту через це питання шляхом прямих переговорів із своїм головним опонентом Вільгельмом ІІІ Англійським, не запрошуючи на ці переговори іспанців.
Дочка Леопольда і Маргарити Марія Антонія (1669—1692) вийшла заміж за Максиміліана Емануїла Баварського у 1685 році, а 28 жовтня 1692 року у них народився син Йосиф Фердинанд. Згідно з Гаазьким договором 1698 року, укладеним між Францією, Великою Британією та Голландською республікою, п'ятирічний Йосиф був оголошений спадкоємцем Карла II; натомість Франція та Австрія отримували частину європейських територій Іспанії.
Карл відмовився прийняти пропозицію щодо втрати територій; 14 листопада 1698 року він опублікував заповіт, за яким залишав неподільну іспанську монархію Йосифу Фердинанду. Однак смерть останнього від віспи в лютому 1699 року перекреслила ці домовленості.
У 1685 році Марія Антонія передала свої права на іспанський престол синам Леопольда, Йосифу та ерцгерцогу Карлу.
Законність на передачу права було сумнівним, але Людовик і Вільгельм використали це для розробки Лондонського договору 1700 року. Ерцгерцог Карл став новим спадкоємцем, а Франція, Савойське герцогство і Австрія мали отримати територіальні компенсації, однак, оскільки ані Леопольд, ні Карл не погодилися і договір був значною мірою укладений марно.
Філіп V все ще мав певні переваги у своїх претензіях перед Карлом. Він був єдиним законним спадкоємцем у строгому порядку успадкування. В той час коли він мав віддалені претензії на трон Франції, ерцгерцог Карл мав тісніші претензії на трон Священної Римської імперії, і його сходження на іспанський престол теж дестабілізовувало б рівновагу сил в Європі.
На початку жовтня 1700 року Карл, що очевидно був близький до смерті; залишив свій трон онукові Людовика XIV Філіпу, герцогу Анжуйському; якби він відмовився, престол переходив до його молодшого брата, герцога Беррійського, а потім до ерцгерцога Карла.
Карл помер 1 листопада 1700 року, а 9-го іспанські посли офіційно запропонували трон Філіпу. Людовик XIV певний час розглядав можливість відмовитись від цієї пропозиції. Хоча прийняття пропозиції означало спадкоємство ерцгерцога Карла, проте запевнення Вільгельма допомогти йому виконати Лондонський договір означало, що він може досягти своїх територіальних цілей без бою. Однак його син, Луї Великий Дофін, відкинув цю ідею; французькі дипломати також радили, що Австрія розпочне війну в будь-якому випадку, тоді як ні британці, ні голландці не підуть на війну заради врегулювання, що мало на меті уникнення війни. Тому Людовик прийняв пропозицію від імені свого онука, якого 16 листопада 1700 року проголосили Філіпом V Іспанським.

## Загальні стратегічні чинники
Важливість торговельно-економічних інтересів для учасників часто недооцінюється; сучасники вважали, що голландська та англійська підтримка Габсбургів була зумовлена насамперед бажанням отримати доступ до іспанських ринків в Америці. Сучасні економісти зазвичай припускають, що ринок постійно зростає, але домінуюча тоді теорія меркантилізму розглядала його як відносно статичний. Збільшення своєї частки означало відбирання її у когось іншого, а роль держави полягала в обмеженні іноземної конкуренції шляхом нападу на торгові кораблі та колонії. Це поширило війну на Північну Америку, Індію та інші частини Азії, де тарифи використовувалися як політична зброя. З 1690 по 1704 рік англійські ввізні мита на іноземні товари зросли на 400 %, а Навігаційні акти 1651—1663 років стали головним чинником англо-голландських воєн. 6 вересня 1700 року Франція заборонила імпорт англійських промислових товарів, таких як тканина, і наклала заборонні мита на широкий спектр інших товарів. Армії Дев'ятирічної війни часто перевищували 100 000 чоловік — рівень, непідйомний для доіндустріальної економіки; армії 1701—1714 років в середньому становили від 35 000 до 50 000 чоловік. Залежність від водного транспорту для постачання такої кількості означала, що кампанії були зосереджені на таких річках, як Рейн і Адда, що обмежувало операції в бідних регіонах, таких як Північна Іспанія. Краща логістика, єдине командування і простіші внутрішні лінії зв'язку дали арміям Бурбонів перевагу над їхніми супротивниками.

## Стратегічні цілі в розрізі учасників

### Велика Британія
Британська зовнішня політика ґрунтувалася на трьох загальних принципах, які залишалися значною мірою незмінними з XVI по XX століття. Першим принципом, який переважав над усіма іншими, було збереження балансу сил в Європі, якому загрожувала французька експансія за часів Людовика XIV. Друга — не допустити, щоб Нідерланди потрапили під контроль ворожої або сильнішої за Британію держави; сюди входили як іспанські Нідерланди, так і Республіка Об’єднаних провінцій Нідерландів, чиї глибокі гавані і панівні вітри робили її природною відправною точкою для нападу на Англію, як це продемонструвала Славна революція 1688 року. Третя — утримувати достатньо сильний флот, щоб захищати британську торгівлю, контролювати її води і здійснювати напади на торгові шляхи і прибережні райони її ворогів. Узгодженість щодо зменшення могутності Франції та забезпечення протестантського престолонаслідування британського престолу маскувала розбіжності щодо того, як їх досягти. Загалом, торі виступали за меркантилістську стратегію використання Королівський флот для нападу на французьку та іспанську торгівлю, одночасно захищаючи і розширюючи власну; земельні зобов'язання розглядалися як дорогі і такі, що приносять користь насамперед іншим. Віги стверджували, що Францію неможливо перемогти лише морською силою, тому континентальна стратегія була вкрай необхідною, тоді як фінансова міць Британії робила її єдиним членом Альянсу, здатним діяти на всіх фронтах проти Франції.

### Республіка Об’єднаних провінцій Нідерландів
Франко-нідерландська війна 1672—1678 років показала, що іспанці не можуть захистити Південні Нідерланди, і тому Рисвікський мирний договір 1697 року дозволив голландцям розмістити гарнізони у восьми ключових містах. Вони сподівалися, що Бар'єрний договір забезпечить стратегічну глибину, необхідну для захисту їхніх комерційних і демографічних центрів навколо Амстердама від нападу з півдня. Однак, за сприяння Максиміліана Баварського, губернатора Іспанських Нідерландів, голландські гарнізони були замінені французькими військами до 1701 року. Пріоритетними завданнями голландців були відновлення і зміцнення фортець Бар'єру, утримання контролю над економічно важливим естуарієм Шельди і отримання доступу до торгівлі в Іспанській імперії. Хоч англійським командувачем союзників у Нідерландах був герцог Мальборо, голландці надавали більшу частину живої сили, і стратегія на цьому театрі підлягала затвердженню їхніми польовими представниками і генералами. Коли голландські війська діяли за межами Іспанських Нідерландів, це часто було поступкою їхнім англійським союзникам.

### Австрія і Священна Римська імперія

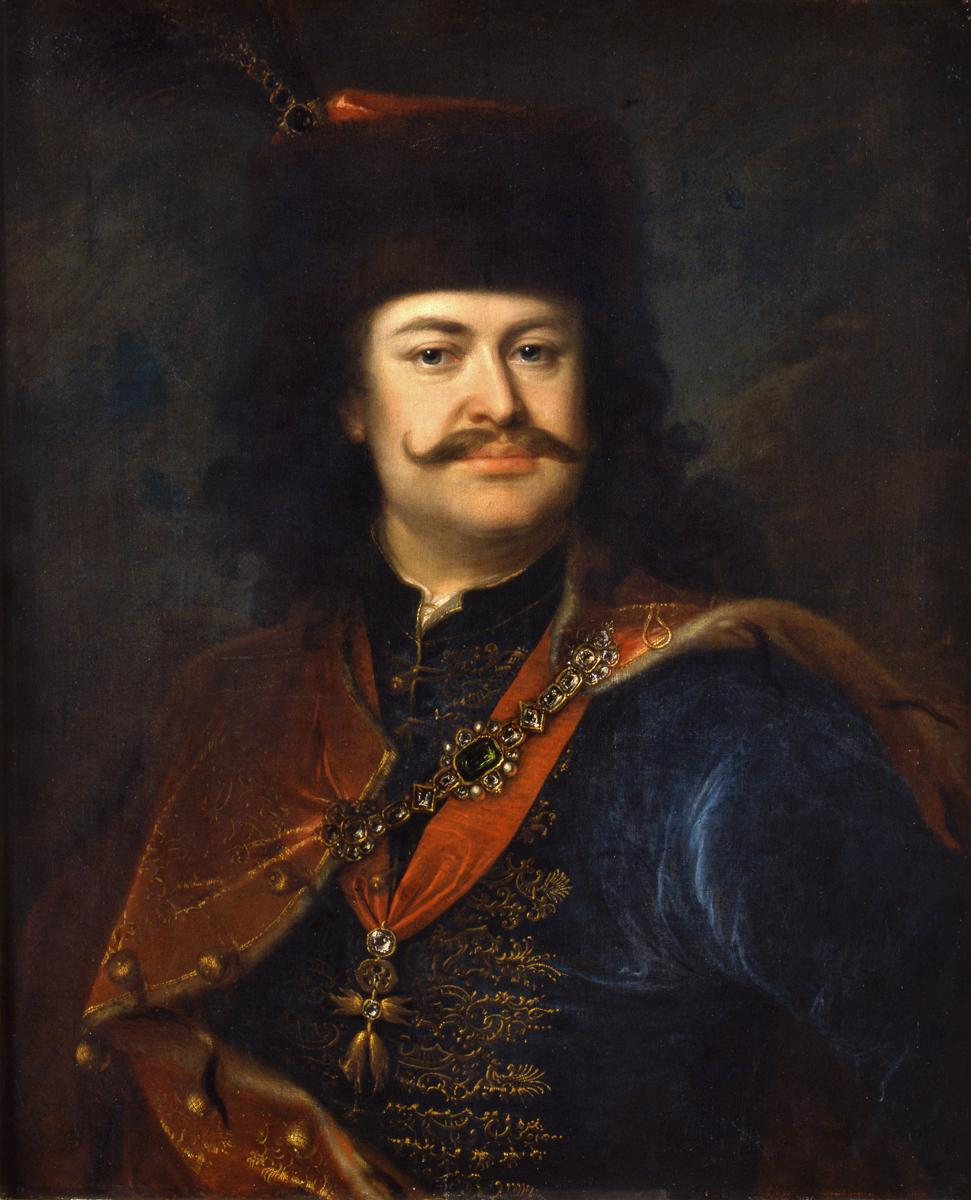
Ференц Ракоці, лідер повстання в Угорщині в 1703—1711 роках; фінансоване Францією воно було значним відволікаючим фактором для Австрії

Незважаючи на те, що Австрія була домінуючою державою у Священній Римській імперії, австрійські та імперські інтереси не завжди збігалися. Габсбурги хотіли посадити Карла VI, імператора Священної Римської імперії ерцгерцога Карла на трон неподільної іспанської монархії, тоді як решта Союзників боролися за те, щоб не допустити до цього ні Бурбонів, ні Габсбургів. Ці розбіжності та фінансовий крах Австрії в 1703 році означали, що кампанія в Іспанії залежала від англо-голландської військово-морської підтримки, а після 1706 року — від британського фінансування. Особливо під час правління Йосифа І, пріоритетом для Габсбургів став захист своїх південних кордонів від французької інтервенції в Північній Італії та придушення Визвольної війни Ракоці в Угорщині. Значна частина іспанської знаті була обурена тим, що вони вважали зарозумілістю австрійців, що стало ключовим фактором у виборі Філіпа як бажаного кандидата в 1700 році. В обмін на британську підтримку Карл погодився на значні комерційні поступки в межах імперії, а також визнав британський контроль над Гібралтаром і Меноркою. Це зробило його дуже непопулярним на всіх рівнях іспанського суспільства, і він ніколи не був здатний утримувати себе за межами прибережних регіонів, які могли бути забезпечені Королівським флотом. Підконтрольні Віттельсбахам держави Баварське курфюрство, Льєзьке єпископство та Кельнське курфюрство вступили в союз з Францією, але переважна більшість імперії залишалася нейтральною, або обмежувала свою участь постачанням найманців. Як і Баварія, більші утворення проводили власну політику; претензії Августа Саксонського на польську корону означали, що він зосередився на Північній війні, тоді як Фрідріх I поставив свою підтримку в залежність від того, що Леопольд визнає Пруссію королівством і зробить її рівноправним членом Великого союзу. Оскільки Георг I, курфюрст Ганновера одночасно був спадкоємцем британського престолу, його підтримка була більш надійною, але залишалася підозра, що інтереси Ганновера стоять для нього на першому місці.

### Франція
За Луї XIV Французьке королівство було наймогутнішою державою в Європі, з доходами, що значно перевищували доходи її конкурентів. Її географічне положення забезпечувало величезну тактичну гнучкість; на відміну від Австрії, вона мала військово-морський флот і, як показали кампанії 1708—1710 років, навіть під сильним тиском могла захищати свої кордони. Дев'ятирічна війна показала, що Франція не може досягти своїх цілей без чужої підтримки, саме союз з Іспанією та Баварією збільшував імовірність успіху. Однак попередні війни спричинили серйозні економічні проблеми для Франції. Це усвідомлював Маркіз де Шамле, який радив Луї не вдаватися до суто наступальної стратегії. Він стверджував, що об'єднана міць сил Великого Альянсу зробить успішну атаку Франції малоймовірною. Голландські та імперські фортеці були розташовані далеко від зручних франко-іспанських баз, а в Нідерландах і Рейнській області не було зручних судноплавних річок для армій Бурбонів. Крім того, облога великої голландської фортеці вимагала залучення двох повноцінних армій. Таким чином, французи обрали стратегію, яку в Європі називають «змішаною війною». У цій стратегії франко-іспанські війська в першу чергу займали оборонну позицію, щоб захистити життєво важливі фортеці, які їм необхідно було утримати. Наступальні дії, з іншого боку, характеризувалися напористою позицією і стратегічним позиціонуванням, з акцентом на підтримці своїх сил шляхом проживання за межами території противника, коли це було можливо, блокуючи ворожі угруповання і намагаючись вступити з ними в бій там, де це було можливо. Окрім недопущення інших до неподільної іспанської монархії, Луї мав на меті убезпечити свої кордони зі Священною Римською імперією, послабити свого суперника Австрію та посилити французьку комерційну міць через доступ до торгівлі з Америкою.

### Іспанія

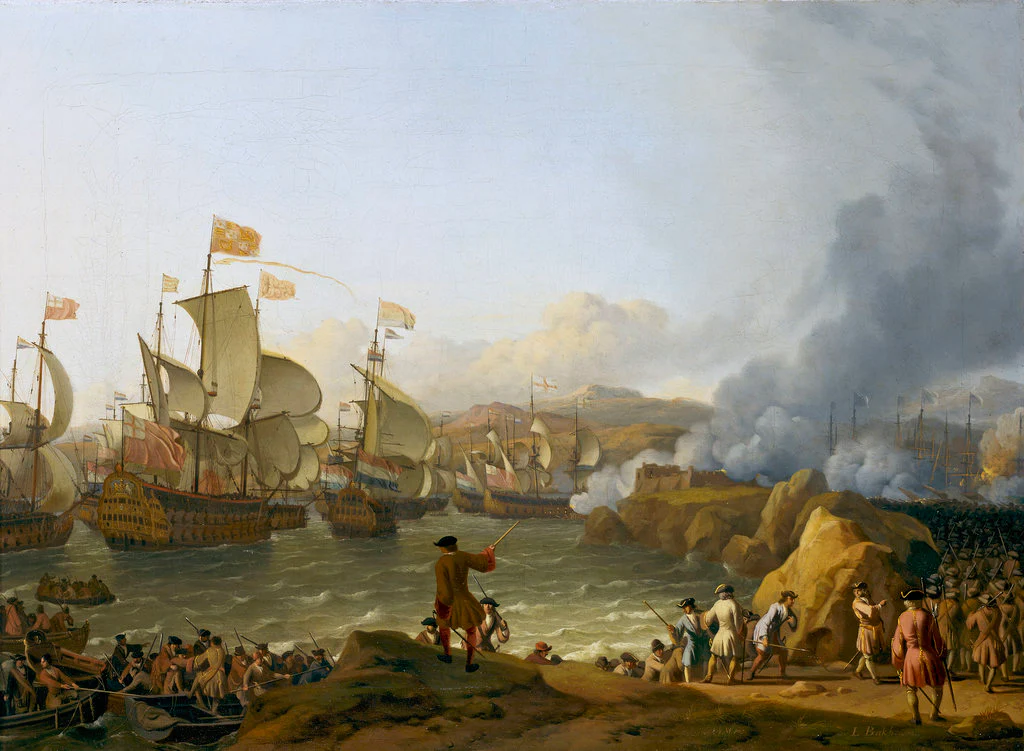
Англо-голландська ескадра захоплює іспанський флот скарбів, бухта Віго, Жовтень 1702р

В 1700 Іспанія лишалась великою державою в розумінні розміру контрольованої території, проте останні дослідження показують що насправді ввіз злитків з Америки досягав найвищих обсягів між 1670 і 1700 роками. Однак це приховувало серйозні структурні недоліки; переважна більшість цього імпорту використовувалася для погашення боргів або оплати іноземним купцям. Коли нова адміністрація Бурбонів прийшла до влади у 1701 році, вони застали імперію збанкрутілою і фактично беззахисною, з менш ніж 15 000 солдатів у самій Іспанії і флотом, що складався з 20 кораблів загалом. Майже безперервні війни протягом 17 століття призвели до того, що економіка країни зазнавала тривалих періодів низької продуктивності та депресії, а її процвітання значною мірою залежало від інших країн. Багато в чому подальше існування імперії було зумовлене не силою Іспанії, а підтриманням балансу між державами, що змагалися за частку її ринків. Незважаючи на низку воєн проти Іспанії з 1667 по 1697 рік, Франція також була її найважливішим економічним партнером, постачаючи робочу силу і контролюючи значну частину її зовнішньої торгівлі. Це міркування було важливим фактором у рішенні назвати Філіпа спадкоємцем. Її залежність від інших була проілюстрована в 1703 році; незважаючи на присутність союзницької армії, французький посол закликав Людовіка дозволити голландським і англійським купцям купувати вовну в іспанських фермерів, «інакше отари не можна буде утримувати». Проведення політичних чи економічних реформ було надзвичайно складним, оскільки Габсбурзька Іспанія була особистою унією між Кастилією та Арагоном, кожна з яких мала дуже різні політичні культури. Більшість підтримки Філіпа надійшла від кастильської еліти. Іспанські Нідерланди з 1690 року перебували під владою Баварії, а зв'язки з Італією, традиційно головним джерелом іспанських рекрутів і фінансування, були ослаблені десятиліттями занедбаності і важким оподаткуванням. У Мадриді широко, хоч і неохоче, визнавали, що збереження незалежної Іспанської імперії вимагало всеосяжних реформ, включно з ліквідацією привілеїв або «фуерос», якими володіли арагонські держави. Не випадково ерцгерцог Карл мав сильну підтримку в областях, що входили до складу Арагонської корони, включаючи Каталонію і Валенсію.

### Савоя

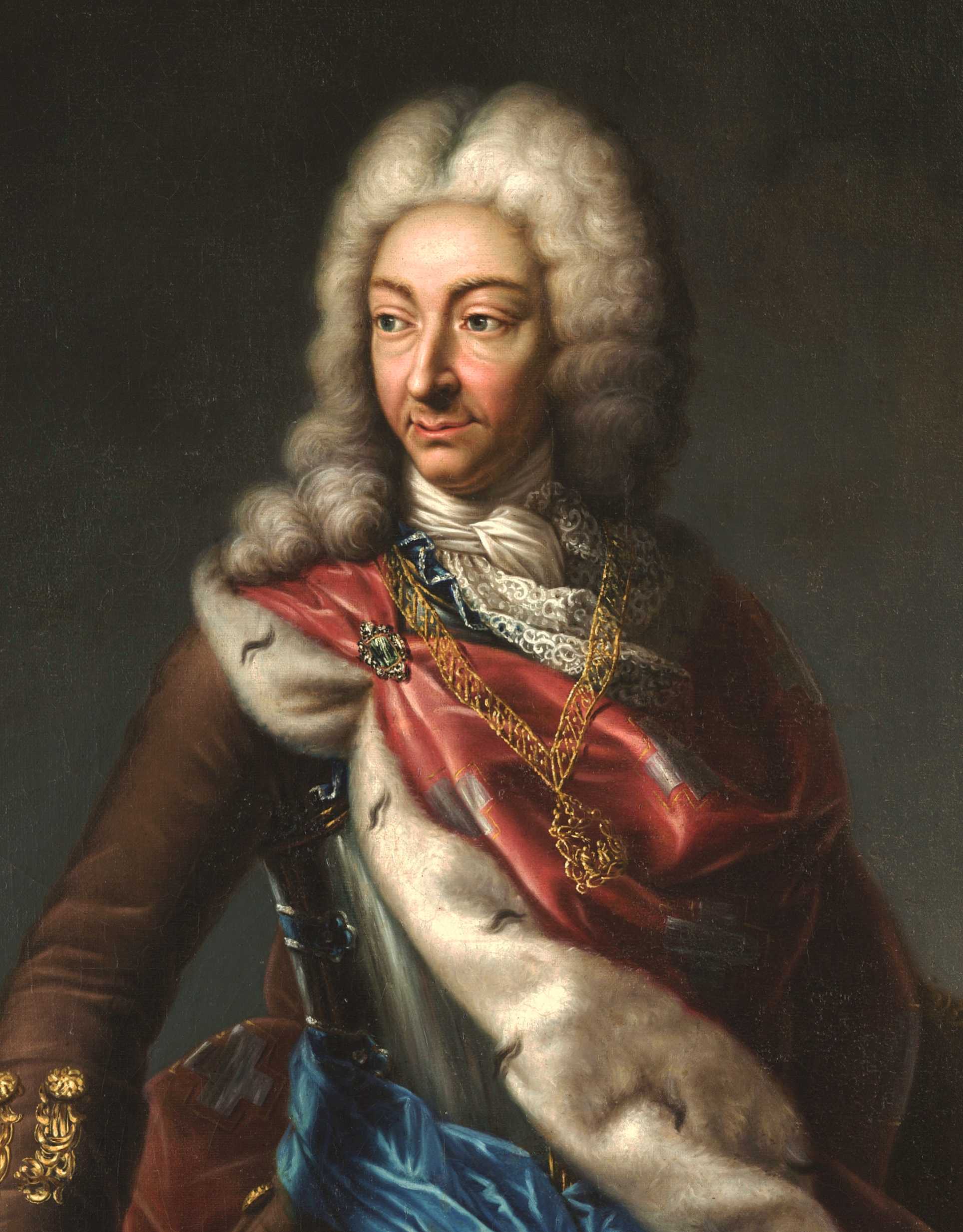
Віктор Амадей II, герцог Савойський

Протягом XVII століття Савойське герцогство прагнуло замінити Іспанію як домінуючу державу в Північній Італії. Савоя складалася з двох основних географічних сегментів: П'ємонт, де з XVI століття знаходилась столиця Турин, і Аостське герцогство на італійському боці Альп, тоді як власне саме Савойське герцогство і Ніцца перебували в трансальпійській Франції. Останні було майже неможливо захистити, а в поєднанні з антигабсбурзькою політикою, яку проводив Людовик XIV та його попередники, це означало, що Савоя загалом стала на бік Франції. Однак П'ємонт забезпечив іноземним державам доступ до бунтівних південних французьких провінцій Дофіне і Вонаж, колишніх опорних пунктів гугенотів з довгою історією повстань. Це забезпечило Віктора Амадея II певним важелем впливу, що дозволило йому маневрувати між протиборчими сторонами з метою розширення своїх територій. Під час Дев'ятирічної війни в 1690 році Савоя приєдналася до Великого союзу, перш ніж укласти сепаратний мир з Францією в 1696 році. Прихід до влади Філіпа V у 1701 році призвів до зміни довготривалої стратегічної політики: Франція тепер підтримувала іспанську позицію в Ломбардії, а не намагалася її послабити, а Австрія робила навпаки. Хоча Віктор Амадей спочатку об'єднав Савою з Францією, його довгостроковою метою було придбання Міланського герцогства, від якого ні Бурбони, ні Габсбурги не відмовилися б добровільно. Насправді, як ми вже говорили в інших частинах цієї статті, захист своїх кордонів в Італії турбував імператора Леопольда більше, ніж сама Іспанія. Це означало, що Британія була єдиною державою, схильною допомогти Віктору Амадею досягти цієї мети, і він перейшов на її бік у 1703 році після того, як Королівський флот здобув контроль над Західним Середземномор'ям.

## Військові кампанії; 1701—1708 років

### Італія

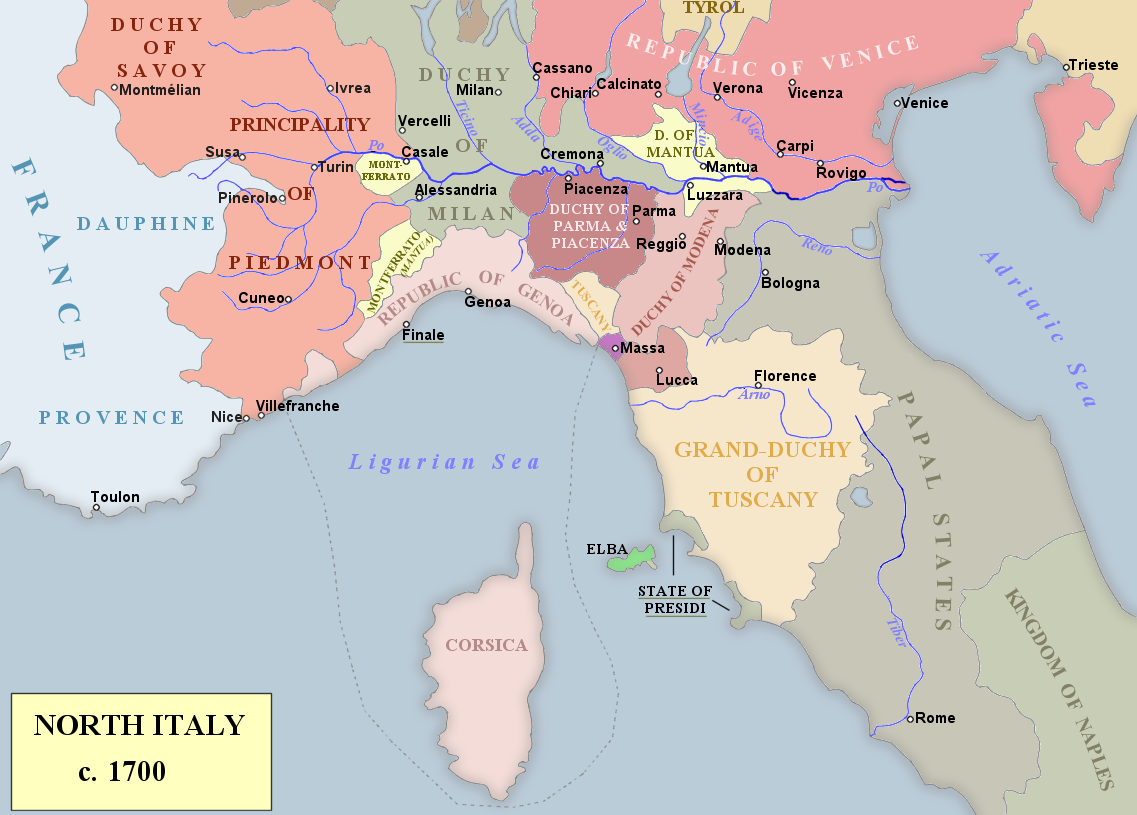
Північна Італія; Мілан, Савоя і Мантуя були основними областями конфлікту

Війна в Італії охопила насамперед герцогства Міланське та Мантуанське, що перебували під владою Іспанії і вважалися важливими для безпеки південних кордонів Австрії. У 1701 році французькі війська зайняли обидва міста, а Віктор Амадей II Сардинський, герцог Савойський, союзник Франції, його дочка Марія Луїза вийшла заміж за Філіпа V. У травні 1701 року імперська армія під командуванням принца Євгенія Савойського рушила до Північної Італії; до лютого 1702 року перемоги в Карпі, К'ярі та Кремоні відкинули французів за річку Adda.
Вандом, один з найкращих французьких генералів, прийняв командування і отримав значне підкріплення; принц Євгеній домігся нічиєї у битві при Луццарі, але французи повернули більшу частину території, втраченої роком раніше. У жовтні 1703 року Віктор Амадей оголосив війну Франції; до травня 1706 року французи утримували більшу частину Савої за винятком Турина, а перемоги при Кассано і Кальчинато змусили імперців увійти в Трентінську долину.
Однак у липні 1706 року Вандом і всі наявні сили були відправлені на укріплення північного кордону Франції після поразки в Рамільї. Підкріплений німецькими допоміжними військами на чолі з Леопольд Ангальт-Дессауський, принц Євгеній у вересні прорвав облогу Турина; незважаючи на незначну перемогу французів у Кастільйоне, війна в Італії була закінчена. Розлютивши своїх союзників, у березні 1707 року на Міланському конвенті імператор Йосиф надав французьким військам у Ломбардії вільний прохід до Південної Франції.. Об'єднаний савойсько-імперський напад на французьку базу Тулон, запланований на квітень, було відкладено, коли імперські війська були відвернуті на захоплення іспанського Бурбонського Неаполітанське королівство. На час облоги Турина в серпні французи були надто сильні, і вони були змушені відступити. До кінця 1707 року бойові дії в Італії припинилися, за винятком невеликих спроб Віктора Амадея повернути Ніццу і Савою.

### Нідерланди, Рейн і Дунай

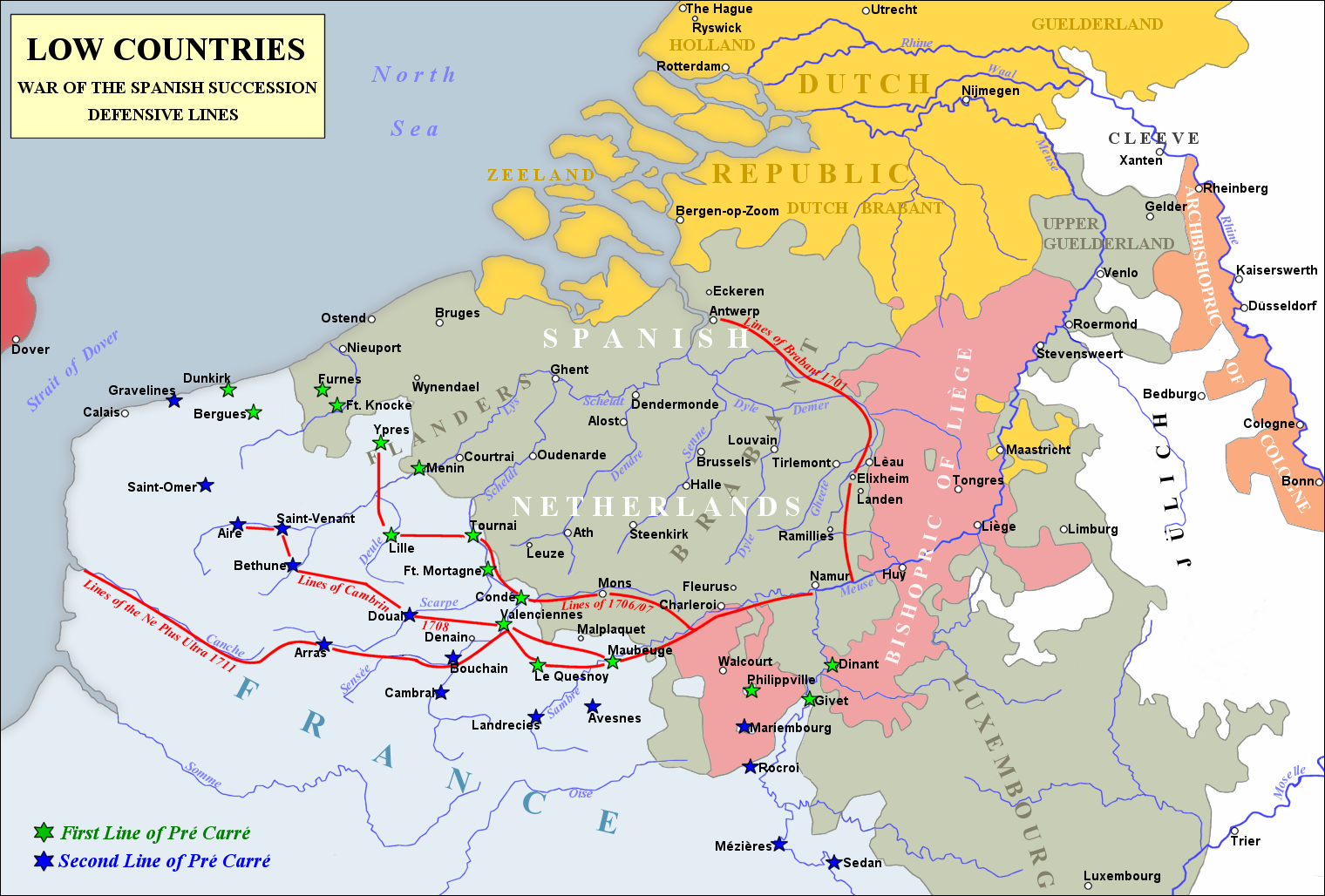
Нідерланди; зверніть увагу на розташування Льєзького князівства-єпископства (рожевий колір). Червоні лінії показують pré carré, подвійну лінію фортець охороняючих французький кордон.

Першим завданням Великого союзу на цьому театрі було убезпечити нідерландські кордони, яким загрожував союз між Францією, Баварією та Йозефом Клеменсом Баварським, правителем Льєжа і Кельна. Протягом 1702 року Великий союз відбив штурм Неймегена, захопив Кайзерсверт, сильне місто на східній стороні Нідерландської республіки, і відвоював кілька фортець Бар'єру, а також Венло, Рермонд і Льєж. Кампанія 1703 року була затьмарена конфліктами союзників щодо стратегії; хоча Бонн було захоплено, вони не змогли взяти Антверпен, а голландський контингент ледве уникнув катастрофи в Екерені в червні, що призвело до гірких докорів.
На Верхньому Рейні імперські війська під командуванням Луї Баденський залишалися в обороні, хоча вони взяли Landau у 1702 році. Протягом 1703 року французькі перемоги при Фрідлінген, Гьохштедті та Шпеєрбасі із захопленням Келя, Брейзах та Ландау безпосередньо загрожували Відню.
У 1704 році франко-баварські війська продовжили свій наступ, а австрійці намагалися придушити повстання Ракоці в Угорщині. Щоб послабити тиск, Мальборо рушив вгору по Рейну, об'єднав сили з Людовиком Баденським та принцом Євгеном і 2 липня перетнув Дунай. Перемога союзників у Бленгеймі 13 серпня змусила Баварію вийти з війни, а Ільберсгеймський договір передав її під владу Австрії.
Зусилля союзників використати свою перемогу в 1705 році базувалися на поганій координації, тактичних суперечках і суперництві між командуванням. Дипломатичну кризу між Голландською республікою та Англією вдалося запобігти лише завдяки відставці генерала Слангенбурга.. Тим часом безжальне правління наступника Леопольда Йозефа в Баварії спричинило коротке, але жорстоке Баварське повстання 1705-1706 років - селянське повстання. У травні 1706 року війська союзників під командуванням Мальборо вщент розбили французьку армію у Битва при Рамільї, і більша частина Іспанських Нідерландів відійшла до союзників менш ніж за два тижні.. Франція зайняла оборонну позицію до кінця війни; незважаючи на втрату таких опорних пунктів, як Лілля, вони не дозволили союзникам зробити вирішальний прорив на своїх кордонах. До 1712 року загальна позиція залишалася в основному незмінною з 1706 року.

### Іспанія і Португалія

Півострівна Іспанія, де показані Кастилія та Арагон

Британське втручання було зумовлене насамперед необхідністю захисту своїх торговельних шляхів у Середземному морі. Посадивши ерцгерцога Карла на іспанський трон, вони також сподівалися отримати торгові привілеї в межах Іспанської імперії. Попри свої династичні претензії, австрійські Габсбурги вважали безпеку Північної Італії та придушення угорського повстання більш пріоритетними завданнями. Оскільки після 1704 року голландці зосередилися на Фландрії, цей театр воєнних дій значною мірою залежав від британської військово-морської підтримки.
Королівство Іспанія було унією між коронами Кастилії та Арагону. Остання була поділена на окремі утворення — Каталонське князівство та Арагонське, Валенсійське, Майорканське, Сицилійське, Неаполітанське та Сардинське королівства. У 1701 році Майорка, Неаполь, Сицилія і Сардинія оголосили про підтримку Філіпа, тоді як змішані антикастильські і антифранцузькі настрої змусили інші країни підтримати ерцгерцога Карла, найголовнішою з яких була Каталонія. Перемога союзників у затоці Віго у жовтні 1702 року переконала Педро II Португальського перейти на їхній бік, надавши їм оперативну базу в цій місцевості.
Ерцгерцог Карл висадився в Лісабоні у березні 1704 року, щоб розпочати сухопутну кампанію, одночасно британсько-голландське захоплення Гібралтару завдало значного удару по престижу Бурбонів. Спроба відвоювати його зазнала поразки у у серпні, а сухопутна облога була припинена у квітні 1705 р. Генуезький пакт 1705 року між представниками Каталонії та Великої Британії відкрив другий фронт на північному сході; втрата Барселони та Валенсії залишила Тулон єдиним великим портом, доступним для Бурбонів у Західному Середземномор'ї. Філіп спробував повернути Барселону в травні 1706 року, але був відбитий, а його відсутність дозволила союзницьким військам з Португалії увійти до Мадрида і Сарагоса.
Однак брак народної підтримки та логістичні проблеми означали, що союзники не змогли утримати територію далеко від узбережжя, і до листопада Філіп контролював Кастилію, Мурсію та частину Валенсії. Спроби союзників повернути ініціативу закінчилися поразкою в Альмансі у квітні 1707 року, за якою послідувала невдала облога Тулона у серпні. Незважаючи на ці невдачі, контроль над Гібралтаром і захоплення Менорки у 1708 році дозволив Королівському флоту домінувати в Західному Середземномор'ї. Оскільки багато британських політиків вважали це своєю першочерговою метою, вони неохоче схвалювали подальші дорогі сухопутні кампанії на цьому театрі.

### Війна за межами Європи та пов'язані з нею конфлікти

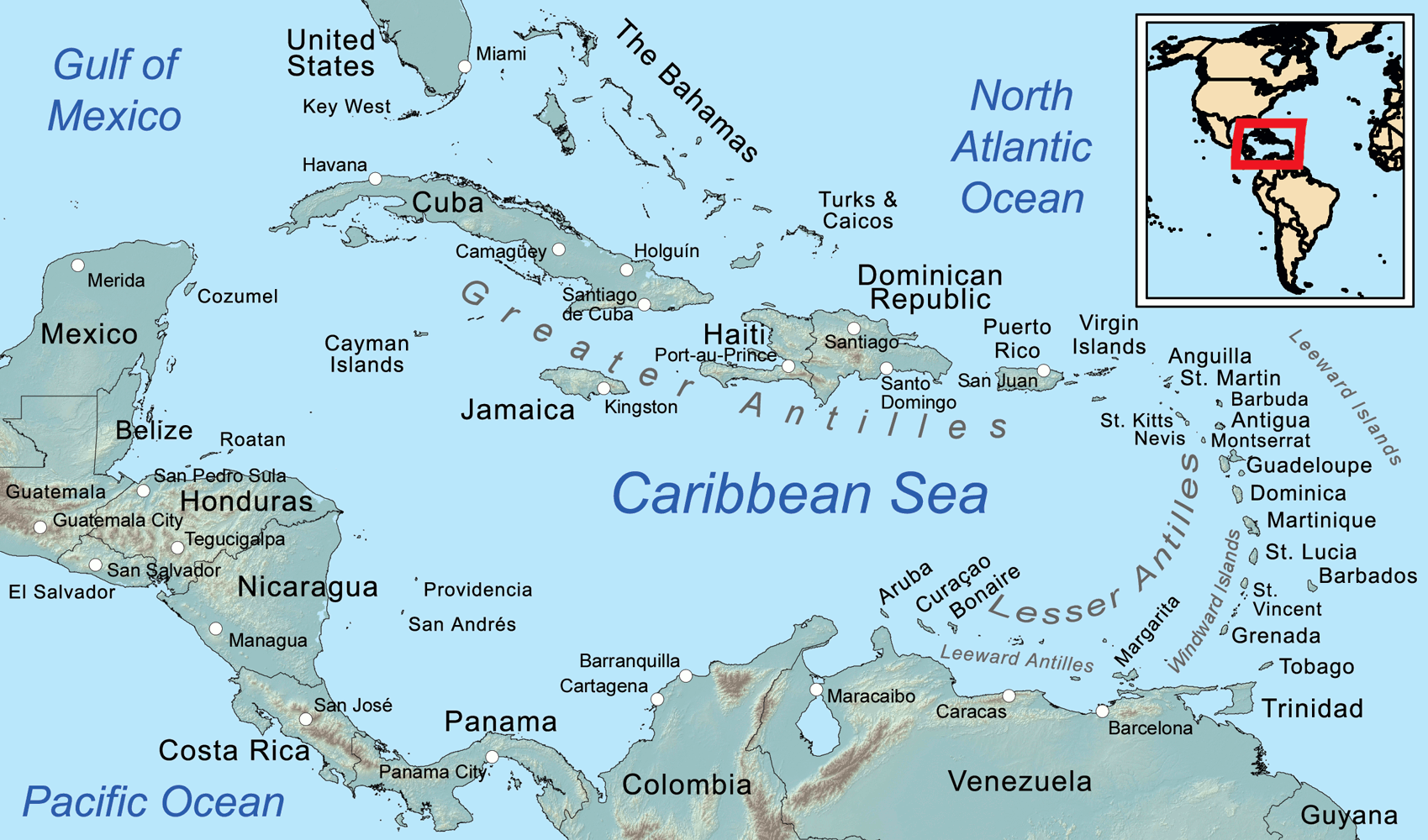
Вест-Індія; величезні прибутки, пов'язані з виробництвом цукру, зробили цей регіон дуже важливим

Тісний зв'язок між війною і торгівлею означав, що конфлікт поширився за межі Європи, особливо в Північній Америці, де він відомий як Війна королеви Анни, а також у Вест-Індії, де вироблявся цукор, який на той час був надзвичайно прибутковим товаром. Крім того, мали місце незначні торговельні конфлікти в Південній Америці, Індії та Азії; фінансові труднощі війни особливо вплинули на Голландську Ост-Індійську компанію, оскільки вона була величезним виснаженням для обмежених військово-морських ресурсів.
Пов'язані конфлікти включають Війну за незалежність Ракоці в Угорщині, яка фінансувалася Францією і була серйозним занепокоєнням для Габсбургів протягом усієї війни. На південному сході Франції Британія фінансувала Гугенотське повстання 1704-1710 рр.; однією з цілей кампанії 1707 року в Північній Італії та Південній Франції була підтримка цього повстання, одного з низки повстань, що почалися в 1620-х роках.

### Назустріч миру; 1709—1715
До кінця 1708 року французи пішли з Північної Італії, а морські держави контролювали іспанські Нідерланди та убезпечили кордони Нідерландської республіки; у Середземному морі морські держави досягли військово-морського панування, а Британія отримала постійні бази в Гібралтарі та на Менорці. Однак, як зазначав сам Мальборо, французькі кордони залишалися в основному недоторканими, їхня армія не виявляла ознак поразки, а Філіп виявився набагато популярнішим серед іспанців, ніж його суперник. Багато з цілей, поставлених Великим альянсом у 1701 році, було досягнуто, але успіх 1708 року зробив їх надмірно самовпевненими.

### Дипломатія
Французькі дипломати зосередилися на голландцях, які, на їхню думку, були більш схильні до миру, ніж їхні союзники, оскільки перемога при Раміллі усунула будь-яку пряму військову загрозу для Республіки, водночас підкресливши розбіжності з Великою Британією щодо Іспанських Нідерландів. Мирні переговори перервалися наприкінці 1708 року, оскільки союзники погодилися не вести переговори про сепаратний мир, але не змогли домовитися про його умови.. Великий мороз 1709 року спричинив широкомасштабний голод у Франції та Іспанії, що змусило Людовіка знову відкрити переговори, і в травні 1709 року союзники представили йому прелімінарні умови Гаазького миру. Філіпу було надано два місяці, щоб поступитися своїм троном ерцгерцогу Карлу, в той час як Франція повинна була усунути його силою, якщо він не підкориться.

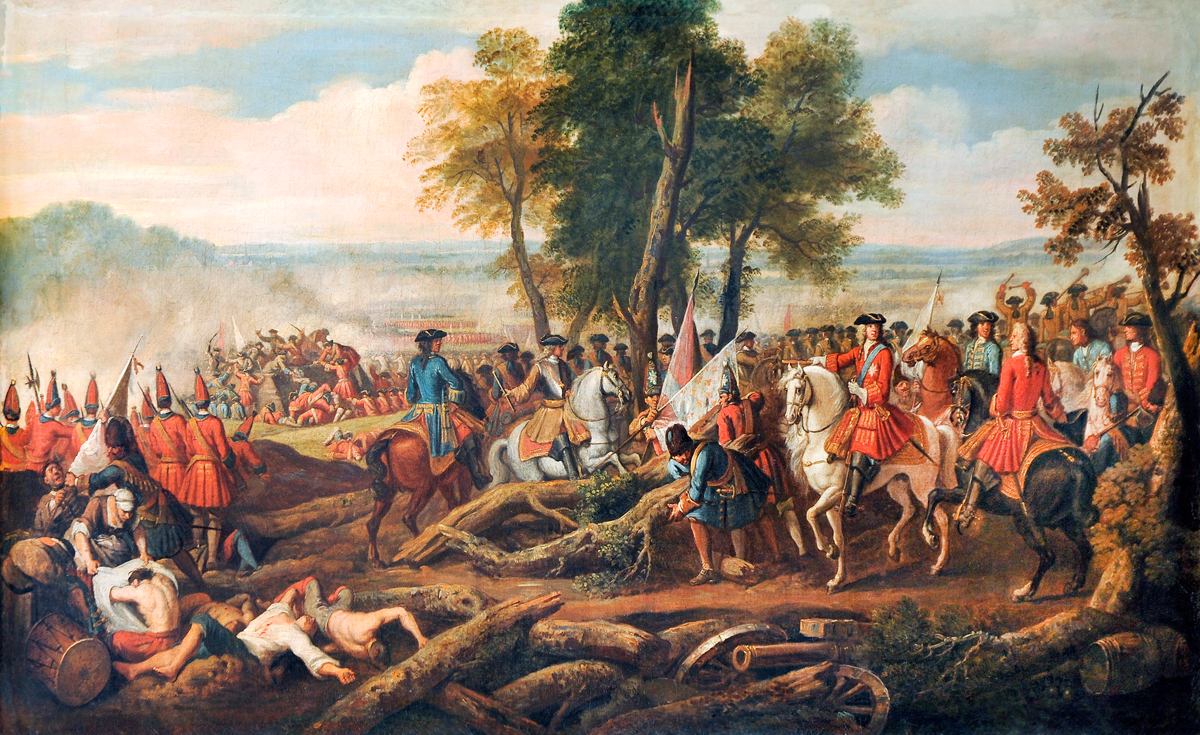
Битва при Мальплаке, 1709: перемога союзників, втрати шокували Європу і посилили прагнення до миру.

Багато державних діячів союзників, включно з Мальборо, вважали, що ці умови серйозно недооцінювали здатність Франції продовжувати війну, і припускали, що Філіп зречеться престолу на першу вимогу. Вони також вимагали від іспанців визнати ерцгерцога Карла королем замість нього, чого вони явно не бажали робити, що було продемонстровано провалом кампаній союзників з утримання територій за межами Каталонії.. Хоча Людовик був готовий відмовитися від своїх амбіцій в Іспанії, війна з його онуком була неприйнятною, і ця умова була настільки образливою, що коли її оприлюднили, французи вирішили боротися далі..
Після успіху в облозі Турне, наступ Мальборо 1709 року в Північній Франції завершився 11 вересня Битва при Мальплаке; невелика перемога союзників, загальні втрати склали близько 24 500 з 86 000, голландська піхота втратила 8 500 з 18 000.. Хоча стратегічне становище французів продовжувало погіршуватися, це свідчило про те, що їхня боєздатність залишалася незмінною, і посилювало втому від війни як у Великій Британії, так і в Республіці Об’єднаних провінцій Нідерландів. Більш значущими були франко-іспанські перемоги в Аліканте у квітні та Ла-Гудіні у травні 1709 року, що означало, що успішне військове вирішення тепер здавалося віддаленим..
Невдовзі голландці виявили, що їх виключили з комерційної угоди, підписаної ерцгерцогом Карлом, яка надавала Великій Британії ексклюзивні права на торгівлю в Іспанській Америці. Це поглибило розбіжності між союзниками, водночас посилюючи іспанську опозицію до ерцгерцога як короля. Коли уряд вігів у Лондоні спробував компенсувати збитки голландцям, погодившись на поступки в Іспанських Нідерландах, їхні опоненти з числа торі виступили проти цього як такого, що шкодить британській торгівлі..
Віги виграли загальні вибори у Великій Британії 1708 року, стверджуючи, що військова перемога — це найшвидший шлях до миру, але невдача у Франції була дзеркально відображена в Іспанії. Ерцгерцог Карл знову увійшов до Мадриду в 1710 році після перемог у битві при Альменарі та битві при Сарагосі, але союзники не змогли утримати внутрішні райони і були змушені відступити. 3 500 британських солдатів капітулювали в битві при Бріуезі 8 грудня, а битва при Вільявісіоса 10 грудня підтвердила контроль Бурбонів над Іспанією.. Водночас витрати продовжували зростати; голландці були близькі до банкрутства, тоді як австрійські війська майже повністю фінансувалися Великою Британією. У 1709 році Парламент Великої Британії затвердив витрати у розмірі 6,4 млн фунтів стерлінгів, порівняно з 5,0 млн фунтів стерлінгів у 1706 році; до кінця 1710 року вони подвоїлися до 12,9 млн фунтів стерлінгів, незважаючи на мінімальні прибутки.

### Утрехтський мир
За кілька тижнів після відкриття конференції відбулися події, які поставили під загрозу основи миру, досягнутого між Великою Британією та Францією. По-перше, французи представили пропозиції про передачу Іспанських Нідерландів Максу Еммануїлу Баварському і мінімальний бар'єр, залишивши голландцям мало що показати за їхні величезні грошові та людські інвестиції. По-друге, низка смертей залишила спадкоємцем дворічного правнука Людовика XIV, майбутнього Людовик XV, що зробило Філіпа наступним у черзі і вимагало його негайного зречення.
Голландці та австрійці продовжували боротьбу, сподіваючись покращити свою переговорну позицію, але Болінгброк видав «Обмежувальні накази» наступнику Мальборо, герцогу Ормонду, наказавши йому не брати участі в наступальних операціях проти французів. Ці накази викликали лють тоді і пізніше, коли віги закликали Ганноверське військове втручання; ті, кого Георг, курфюрст Ганновера, вважав відповідальними, в тому числі Ормонд і Болінгброк, були вигнані у вигнання після його спадкоємства, і стали відомими якобінцями..
Принц Євгеній захопив Ле-Кесной у червні і взяв в облогу Ландресі, але зазнав поразки в Денені 24 липня; французи продовжили відвойовувати Ле-Кесной і багато міст, втрачених у попередні роки, в тому числі Маршини, Дуай і Бушон. Це показало, що французи зберегли свою боєздатність, в той час як голландці остаточно вичерпали своє бажання і здатність продовжувати війну..
6 червня Філіп підтвердив свою відмову від французького престолу, і британці запропонували голландцям переглянутий Бар'єрний договір замість договору 1709 року, який вони відкинули як надто щедрий. Будучи значним покращенням Бар'єрного договору 1697 року, він підлягав затвердженню Австрією; хоча остаточні умови були менш вигідними, цього було достатньо для голландців, щоб погодитися на мирні умови..

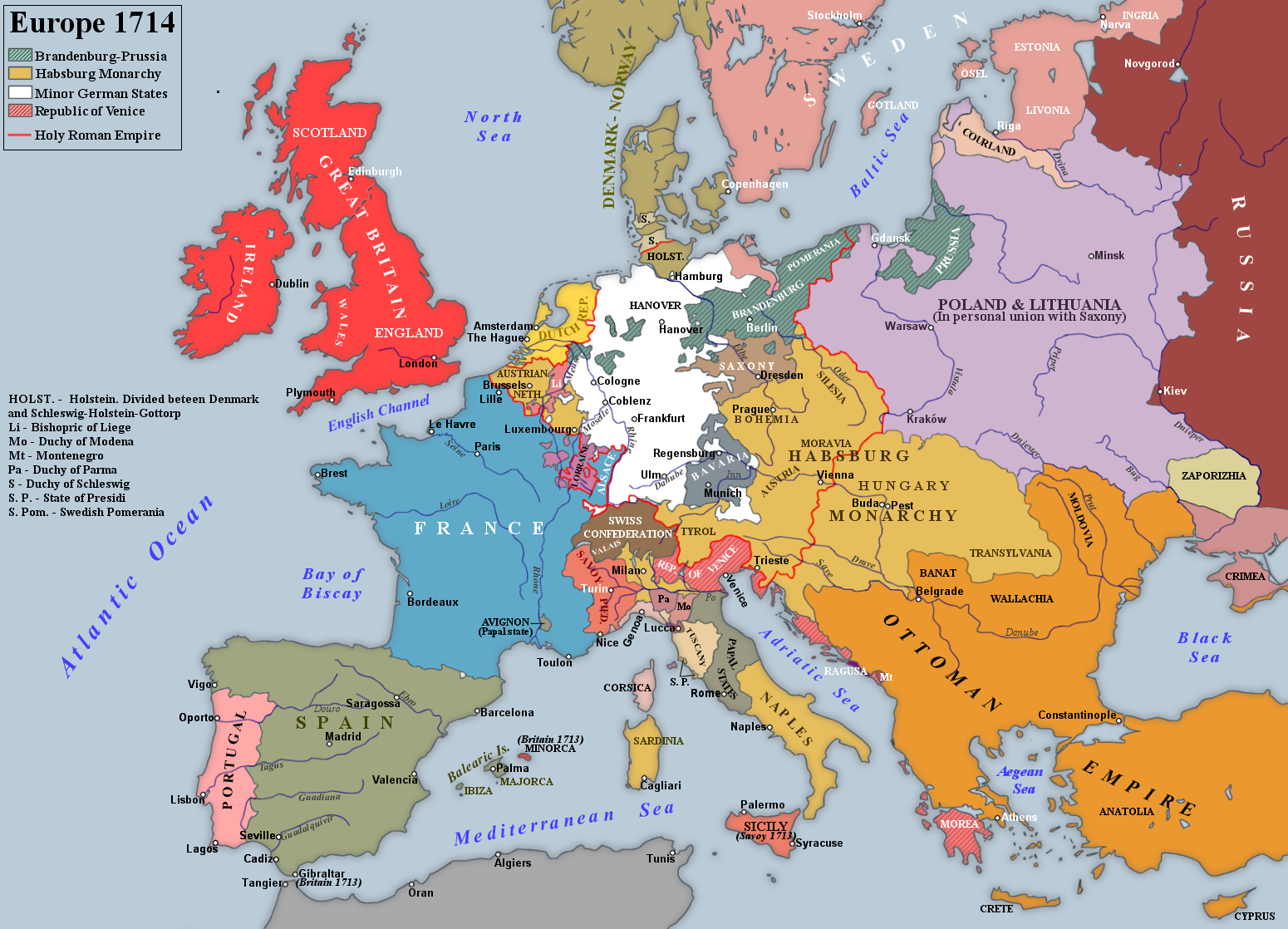
Західна Європа в 1714 році, після укладення Утрехтського мирного договору і Раштаттського мирного договору

Карл вийшов з конференції, коли Франція наполягла на тому, щоб він гарантував не придбання Мантуї або Мірандоли; його підтримав у цьому Георг, курфюрст Ганновера, який хотів, щоб Франція відмовилася від підтримки спадкоємця Стюартів Джеймс Френсіс. В результаті ні Австрія, ні Імперія не підписали Утрехтський мир від 11 квітня 1713 року між Францією та іншими союзниками; Іспанія уклала мир з голландцями в червні, потім з Савойєю та Великою Британією 13 липня 1713 року..

### Раштаттський і Баденський договори
Бої тривали ще на Рейні, але Австрія була фінансово виснажена, і після втрати Ландау і Фрайбурга в листопаді 1713 року Карл нарешті уклав мир 7 березня 1714 року. У Раштаттському договорі Габсбурзька монархія приєдналася до умов Утрехтського миру, який підтвердив їхні завоювання в Південній Італії, повернула Брейзах, Кель і Фрайбург, припинив французьку підтримку угорського повстання і погодилась на умови для голландських фортець Бар'єру. Карл відмовився від претензій на Страсбург та Ельзас і погодився на відновлення Віттельсбахів — курфюрстів Баварії та Кельна Макса Еммануїла та Йозефа Клеменса. Стаття XIX договору передавала Австрії суверенітет над іспанськими Нідерландами. 7 вересня Священна Римська імперія приєдналася до угоди за Баденським мирним договором; хоча Каталонія і Майорка не були остаточно підкорені Бурбонами до червня 1715 року, війна була закінчена.

## Наслідки

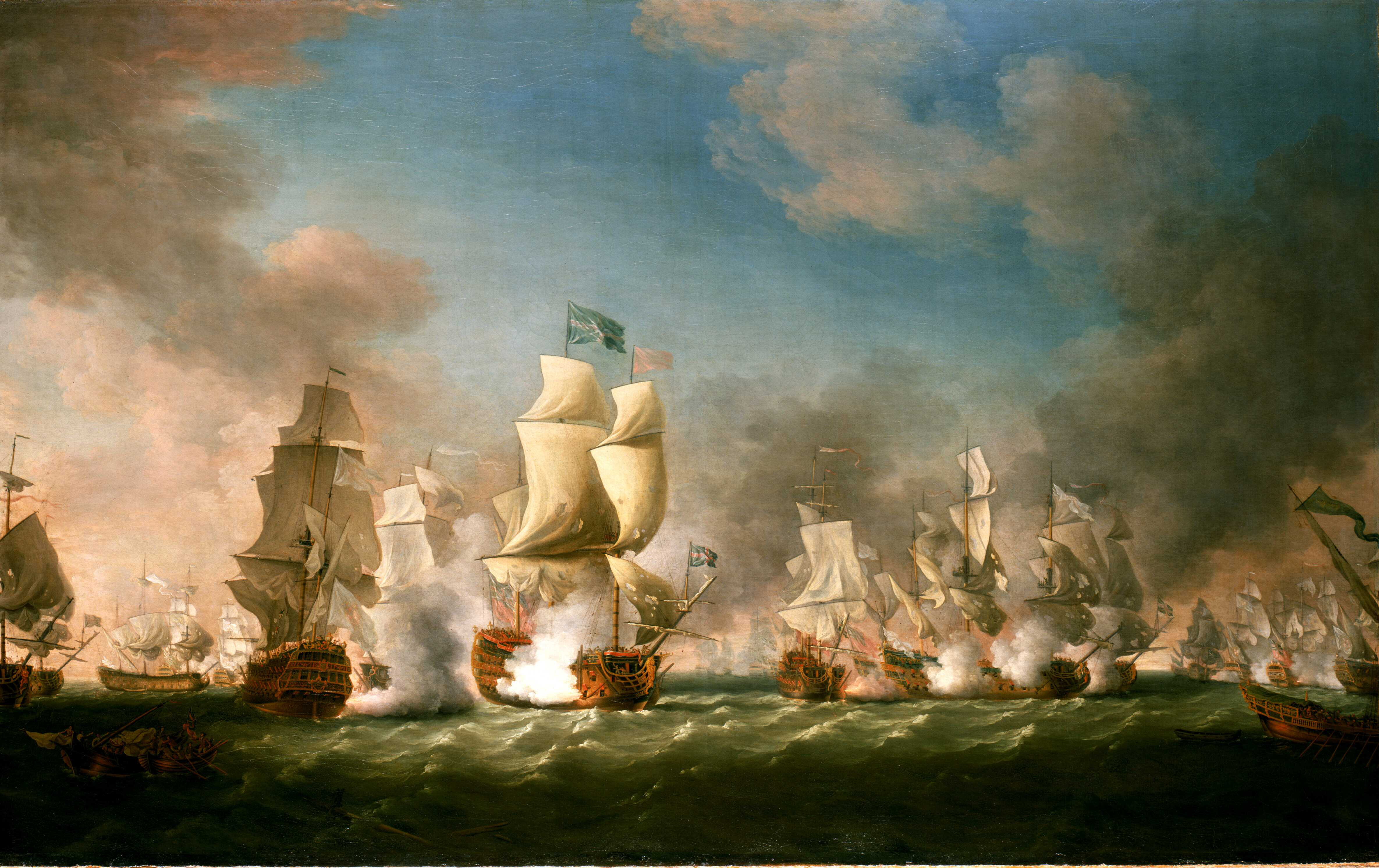
Королівський британський флот знищує флот Іспанії біля Сицилії, мис Пассаро, серпень 1718р

Стаття II Утрехтського миру містила положення про те, що «через велику небезпеку, яка загрожувала свободі та безпеці всієї Європи через надто тісний зв'язок королівств Іспанії та Франції, … одна й та сама особа ніколи не повинна ставати королем обох королівств». Деякі історики вважають це ключовим моментом в еволюції сучасної національної держави; Рендал Лесаффер стверджує, що це знаменна віха в концепції колективної безпеки..

### Велика Британія
Британія зазвичай вважається головним бенефіціаром Утрехтської угоди, яка ознаменувала її піднесення до домінуючої європейської торговельної потуги.. Вона отримала перевагу в морі над своїми суперниками, захопила стратегічні середземноморські порти Гібралтар і Менорка та права на торгівлю в Іспанській Америці. Франція визнала успадкування її трону протестантом, що забезпечило безперешкодне успадкування трону Георгом I у серпні 1714 року, погодившись припинити підтримку Стюартів за Англо-французький договір 1716 року.. Хоча війна залишила всім учасникам безпрецедентний рівень державного боргу, лише Британія змогла ефективно його фінансувати, забезпечивши собі відносну перевагу над своїми конкурентами.

### Іспанія
Філіп був затверджений королем Іспанії, яка зберегла свою незалежність і більшу частину своєї імперії, в обмін на відмову від іспанських Нідерландів, більшої частини своїх італійських володінь, а також Гібралтару і Менорки. Ці втрати були глибоко відчутними; Неаполь і Сицилія були повернуті в 1735 році, а Менорка в 1782 році, хоча Гібралтар все ще утримується Великою Британією, незважаючи на численні спроби повернути його. Декрети 1707 року Nueva Planta централізували владу в Мадриді і скасували регіональні політичні структури, хоча Каталонія і Майорка залишалися поза системою до 1767 року.. Їх економіка відновилася напрочуд швидко, і відтоді дім Бурбонів (за винятком коротких перерв) посідає іспанський трон..

### Австрія і Священна Римська імперія
Незважаючи на невдачу в Іспанії, Австрія закріпила свої позиції в Італії та Угорщині і отримала більшу частину іспанських Нідерландів; навіть після відшкодування голландцям вартості їхніх бар'єрних гарнізонів, збільшені доходи дозволили профінансувати значне розширення австрійської армії. Зміщення фокусу уваги Габсбургів з Німеччини на Південну Європу продовжилося після перемоги в Австро-турецька війна 1716-1718 років. Їхнє становище як домінуючої держави у Священній Римській імперії було оскаржене Баварією, Ганновером, Пруссією та Саксонією, які все частіше виступали як незалежні держави; у 1742 році Карл Баварський став першим імператором не з Габсбургів за понад 300 років.

### Республіка Об’єднаних провінцій Нідерландів
Голландці успішно відновили свої позиції в Південних Нідерландах, і їхні війська відігравали центральну роль в альянсі, який зупинив французьку територіальну експансію в Європі, поки не почався новий цикл у 1792. Однак війна зробила їх фактично банкрутами і завдала непоправної шкоди голландському торговому флоту; в той час як вони залишалися домінуючою економічною силою на Далекому Сході, Велика Британія взяла на себе роль провідної світової комерційної та морської держави. Фортеці Бар'єрного договору стали центральною рушійною силою голландської зовнішньої політики в десятиліття після 1713 року, але хоча сучасники оцінювали їх позитивно, сучасні історики все ще сперечаються про їх ефективність, оскільки форти були завойовані Францією під час Війна за австрійську спадщину.

### Франція
Луї XIV помер 1 вересня 1715 року, і йому на зміну прийшов його п'ятирічний правнук Луї XV; на смертному одрі він, за переказами, зізнався: «Я занадто любив війну».. Правда це чи ні, але хоча остаточне врегулювання було набагато сприятливішим, ніж союзницькі умови 1709 року, важко зрозуміти, що Луї здобув такого, чого він не досягнув дипломатичним шляхом до лютого 1701 року.. Починаючи з 1666 року французька політика передбачала військову та економічну перевагу над своїми суперниками, але до 1714 року це вже не було так, коли Британія, здавалося, обігнала Францію на обох фронтах. Подальше збільшення цього розриву в міру розширення британської торгівлі після Утрехту розглядалося наступниками Луї як постійна загроза європейському балансу сил. Прагнення зменшити цей розрив стало головним чинником вступу Франції у війну за австрійську спадщину 1740—1748 рр..

### Інші
Ширші наслідки включають піднесення Пруссії та Савойї, в той час як багато учасників були залучені до Великої Північної війни 1700—1721 років, в результаті якої Росія вперше стала великою європейською державою. Нарешті, хоча колоніальні конфлікти були відносно незначними і в основному обмежувалися північноамериканським театром, так званою війною королеви Анни, їм судилося стати ключовим елементом майбутніх воєн.. Тим часом, морське безробіття, спричинене закінченням війни, призвело до третього етапу Золотої доби піратства, оскільки багато моряків, які раніше працювали у флотах воюючих держав, звернулися до піратства для виживання.

## Виноски
1. ↑  Athlone until 1703, Overkirk from 1704 to 1708 and Tilly from 1708.[20]
2. ↑  Арагон поділявся на королівства Арагон, Каталонію, Валенсію, Майорку, Неаполь, Сицилію, Мальту і Сардинію